# Astronomi
Astronomi (grekiska: ἀστρονομία [as.tro.noˈmi.a]; bokstavligen "stjärnonas lag") är vetenskapen om himlakropparna och universum. Den innefattar kosmologin, som försöker utveckla en helhetsbeskrivning av kosmos och dess uppkomst, utveckling och storskaliga struktur. Vidare är astronomin ett av de absolut äldsta vetenskapsfälten och kan spåras ända tillbaka till de tidigaste kända civilisationerna. Det var dock först när teleskopet uppfanns i början av 1600-talet som ämnet utvecklades till en modern vetenskap. Trots sin ålder utvecklas astronomin idag snabbt och ny kunskap kommer fram i snabb takt.
Astronomi skall inte blandas ihop med astrologi, även om tidiga astronomer ofta även var vad vi idag skulle kalla astrologer. Ämnena är dock numera strikt skilda från varandra. Däremot är astrofysik nära relaterat och termen används ibland synonymt med modern astronomi.
Sedan 1900-talet har astronomin i praktiken delats upp i två huvudsakliga fält, observationell astronomi och teoretisk astronomi. Observationell astronomi fokuserar på att hämta och analysera data medan teoretisk astronomi försöker förklara företeelser och göra förutsägelser om olika fenomen i universum. De båda fälten kompletterar varandra väl då teoretisk astronomi försöker förklara observationer medan observationer i sin tur används för att bekräfta teoretiska modeller. Astronomi är ett av få vetenskapliga fält där amatörer fortfarande spelar en aktiv roll, framför allt inom upptäckt och observation av tillfälliga fenomen som kometer och supernovor. Samtidigt förekommer inom astronomi utrustning som är bland de mest kostsamma och avancerade som över huvud taget förekommer inom vetenskap.

## Lexikologi
Ordet astronomi betyder ordagrant "stjärnornas lag" (eller "stjärnornas kultur" beroende på översättning) och härleds från det grekiska ἀστρονομία, astronomia från orden άστρον (astron, "stjärna") och νόμος (nomos, "lagar eller kulturer")

### Termerna "astronomi" – "astrofysik"
Generellt sett kan antingen termen "astronomi" eller "astrofysik" användas för att beskriva ämnet, men mer specifikt är astrofysik en omfattande gren av astronomin. "Astronomi" kan sägas avse "studien av objekt och materia utanför jordens atmosfär samt deras fysikaliska och kemiska egenskaper" medan "astrofysik" behandlar "beteendet, fysikaliska egenskaper och dynamiska processer hos astronomiska objekt och fenomen". I vissa fall används "astronomi" för att beskriva de kvalitativa studierna av ämnet medan "astrofysik" används för att beskriva den fysik-orienterade delen av ämnet. Men eftersom en stor del av modern astronomisk forskning idag behandlar ämnen relaterade till fysik används astrofysik ofta som en generell benämning för astronomi.

## Historia

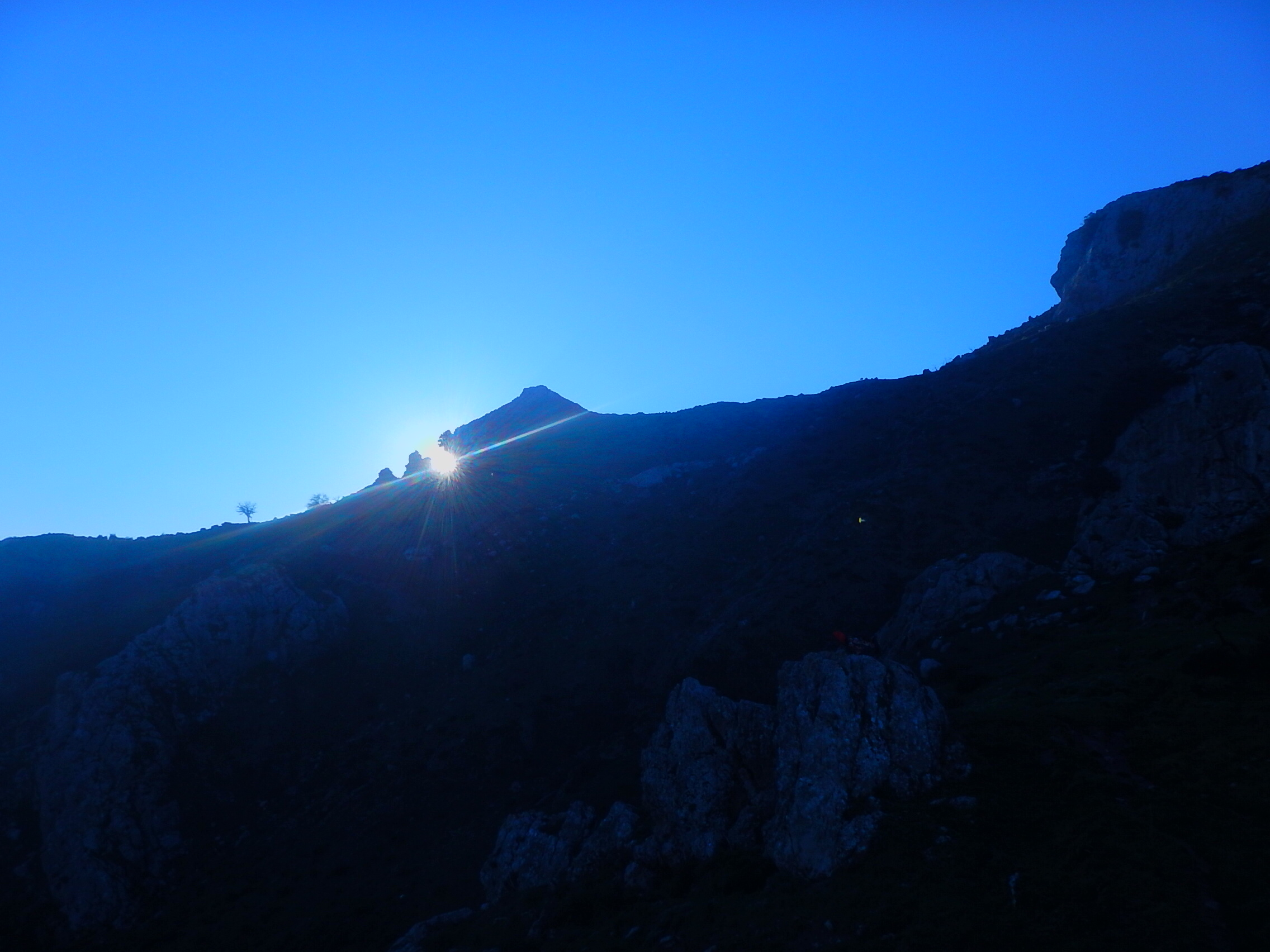
Dagjämning ses från platsen för Pizzo Vento på Fondachelli Fantina, Sicilien

### Forntiden
Långt tillbaka i historien bestod astronomin enbart av observationer och förutsägelser av hur objekt som är synliga för det mänskliga ögat skulle röra sig. På vissa platser, som Stonehenge, har tidiga kulturer rest stora monument som sannolikt hade någon form av astronomisk användning. Förutom deras ceremoniella betydelse kunde dessa primitiva observatorier användas för att tidsbestämma årstiderna, något som var viktigt såväl för att veta när man skulle plantera grödor som för att förstå hur långt året är.
Allt eftersom de tidiga civilisationerna utvecklades, framförallt i Mesopotamien, antikens Grekland, forntida Egypten, Persiska riket, Mayakulturen, Indien och Kina, byggdes tidiga observatorier och universum började utforskas. Den största delen av den tidiga astronomin bestod i att kartlägga positionerna hos stjärnorna och planeterna, en vetenskap som nu kallas astrometri. Från dessa observationer skapades tidiga teorier om vad planeternas rörelser berodde på, vad solen, månen och jorden var i förhållande till universum. Jorden ansågs vara centrum i universum med solen, månen och stjärnorna roterande runt den. Detta är känt som den geocentriska modellen av universum. 
Flera anmärkningsvärda astronomiska upptäckter gjordes före teleskopens tid. Vinkeln på jordens axellutning, vilken är orsaken till årstiderna, beräknades i Kina så tidigt som omkring år 1000 f.Kr.. Några århundraden senare upptäckte Kaldéerna i Mesopotamien att månförmörkelser uppträdde i en återkommande cykel kallad saroscykeln. Under 100-talet f.Kr. uppskattades månens storlek och avstånd till jorden av Hipparchos.

### Medeltiden
Under medeltiden hände inte mycket inom astronomin i Europa, åtminstone inte förrän till omkring 1200-talet då de "Alfonsinska tabellerna" togs fram. Samtidigt blomstrade dock astronomin i den islamiska världen och andra delar av världen. Några av de framstående muslimska astronomer som gjorde viktiga bidrag till vetenskapen var Abu Rayhan Biruni, Al-Battani och Thabit ibn Kurrah. Astronomer under den tiden gav många stjärnor arabiska namn som i flertalet fall används än idag, till exempel Altair och Aldebaran, vars namn kan härledas till de arabiska orden för flygaren respektive följeslagaren.
Under 900-talets senare del byggdes ett enormt observatorium nära Teheran av astronomen Al-Khujandi, som också beräknade jordaxelns lutning i förhållande till solen. I Persien sammanställde Omar Khayyám en rad tabeller och reformerade kalendern, vilket gjorde den mer exakt än den julianska kalendern och snarlik den gregorianska kalendern. Hans beräkning av årets längd till 365,24219858156 dagar var anmärkningsvärt korrekt; det stora antalet decimaler anses ha visat på stort självförtroende i beräkningarna. Idag vet man att värdet ändras på sjätte decimalen under en människas livslängd, vid slutet på 1800-talet var värdet 365,242196 medan det nu går 365,242190 dagar på ett år.

### Den vetenskapliga revolutionen
Under renässansen föreslog Nicolaus Copernicus i sin bok "De revolutionibus orbium coelestium" en heliocentrisk modell av solsystemet, där solen istället för jorden ansågs vara i centrum. Hans arbete försvarades, utvecklades och korrigerades av Johannes Kepler och Galileo Galilei. Galileo revolutionerade astronomin genom att använda teleskop för att förbättra sina observationer. Han upptäckte med hjälp av detta bland annat Jupiters fyra största månar, som idag kallas Galileiska månarna till hans ära, och såg att planeten Venus uppvisade faser precis som jordens måne. Båda dessa observationer stärkte bevisningen för den heliocentriska teorin.
Kepler var den första att utveckla ett system som korrekt beskriver detaljerna hos planeternas rörelser runt solen, något han gjorde med hjälp av Tycho Brahes minutiöst noggranna observationer. Men Kepler lyckades inte formulera en teori bakom de lagar han skrev ner. Detta gjorde istället Isaac Newton med sin upptäckt av rörelselagarna och gravitationslagen för att slutligen förklara planeternas rörelser. Newton utvecklade också spegelteleskopet.
Vidare upptäckter följde i takt med att storleken och kvaliteten på teleskopen utvecklades. Mer omfattande kataloger över stjärnor skapades av Lacaille. Astronomen Herschel å sin sida skapade en detaljerad tabell över nebulosor och stjärnhopar, och upptäckte även planeten Uranus. Avståndet till en annan stjärna beräknades första gången år 1838 när Friedrich Bessel mätte upp den skenbara förflyttningen av 61 Cygni mot avlägsna bakgrundsstjärnor när jorden rör sig runt solen. Det vill säga, när jorden rör sig runt solen ser vi mätstjärnan i något olika vinklar mot bakgrunden. Denna vinkel kallas parallax och är direkt relaterad till avståndet till stjärnan.
Under 1800-talet lade astronomer som Euler, Clairaut och D'Alembert ner stor möda på trekropparsproblemet, vilket ledde till mer noggranna förutsägelser av månens och planeternas rörelser. Detta arbete förfinades ytterligare av Lagrange och Laplace som bestämde planeternas och månarnas massor med hjälp av perturbationer, störningar i deras banrörelser.

### Modern astronomi
Stora framsteg inom astronomin har gjorts i samband med introduktion av ny teknologi, inte minst spektroskopet och fotografin. Vid studier av solens spektrum upptäckte Fraunhofer under åren 1814–1815 ungefär 600 emissionslinjer. Att dessa härstammade från närvaron av olika ämnen upptäcktes av Kirchhoff 1859. Stjärnorna kunde med denna information bevisas vara liknande vår egen sol, men med en stor variation av temperatur, massa och storlek.
Att den galax som jorden tillhör, Vintergatan, är en separat samling stjärnor bevisades inte förrän under 1920-talet. Samtidigt bevisades existensen av andra galaxer och snart därefter kom man fram till att universum expanderade, eftersom samtliga avlägsna galaxer var på väg bort från oss – ju längre bort de var desto snabbare rörde de sig bortåt. Modern astronomi har också upptäckt många exotiska objekt som kvasarer, pulsarer, blazarer och radiogalaxer. Dessa observationer har använts för att utveckla teorier för att beskriva vissa av dessa objekt i termer av lika exotiska objekt som svarta hål och neutronstjärnor. Kosmologin gjorde enorma framsteg under 1900-talet, med modellen av big bang väl understödd av bevis från astronomin och fysiken, till exempel kosmisk bakgrundsstrålning, Hubbles lag och proportioner av olika ämnen i rymden.

## Observationell astronomi

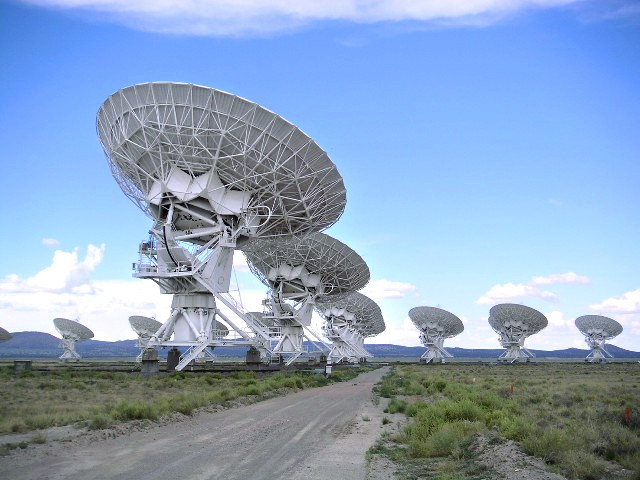
Very Large Array i New Mexico är ett exempel på ett radioteleskop.

Inom astronomin samlas information främst in genom mottagning och analys av synligt ljus och andra typer av elektromagnetisk strålning. Observationell astronomi kan delas in i olika delar av det elektromagnetiska spektrumet. Vissa delar av spektrumet kan observeras från jordens yta, medan andra bara kan observeras antingen från höga altituder eller ännu hellre från rymden. Specifik information om en del underfält följer nedan.

### Radioastronomi
Radioastronomi studerar strålning från rymden med våglängder större än ungefär en millimeter. Radioastronomi skiljer sig från de flesta andra områdena av observationell astronomi genom att de observerade radiovågorna kan behandlas som vågor snarare än enskilda fotoner. Det är därför relativt lätt att mäta både amplituden och fasen hos radiovågor, något som inte görs lika enkelt för kortare våglängder.
Även om vissa radiovågor skapas av astronomiska objekt i form av termisk strålning så är den största delen av de observerade radiovågorna i form av synkrotronstrålning. Denna bildas av elektroner som accelererats till extremt höga (ultrarelativistiska) hastigheter och färdas genom magnetfält som böjer deras bana. Därutöver skapas ett antal spektrallinjer från interstellär gas, framförallt väte-linjen vid 21 cm, som är synlig vid radiovåglängder.
En stor mängd astronomiska objekt är observerbara vid radiovåglängder, inklusive supernovor, interstellär gas, pulsarer och aktiva galaxkärnor.

### Infraröd astronomi
Infraröd astronomi behandlar strålning från rymden inom det infraröda spektrumet (våglängder längre än rött ljus). Förutom vid våglängder nära synligt ljus absorberas den infraröda strålningen avsevärt av atmosfären och denna skapar också i sin tur betydande mängder infraröd strålning. Som en följd av detta placeras observatorier för infraröd astronomi på höga och torra platser eller om möjligt i rymden. Infraröd astronomi är särskilt användbart för observationer av galaktiska regioner som är dolda av rymdstoft, samt för studier av molekylära gaser.

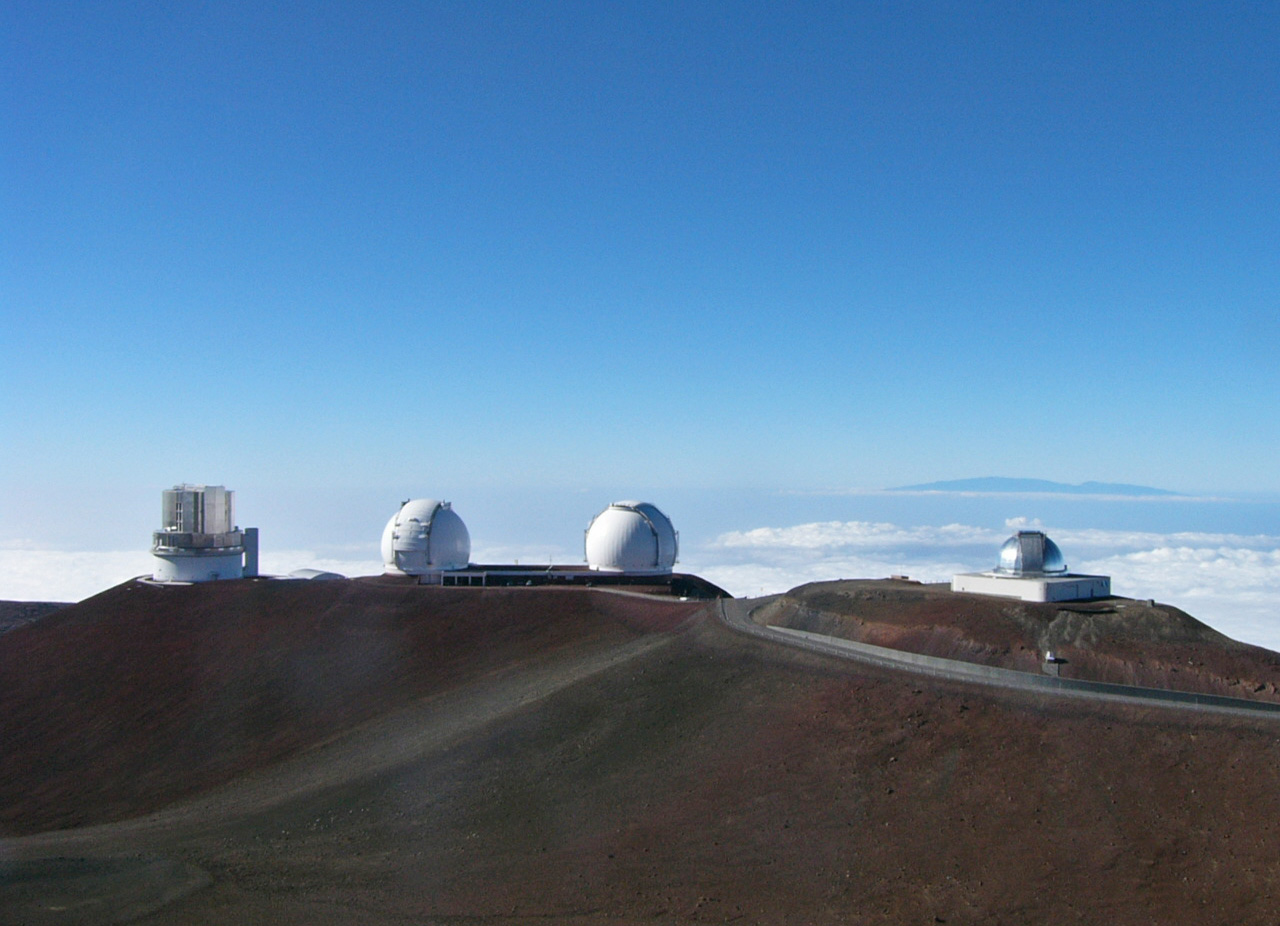
På bilden kan de kända observatorierna Subaru Telescope (vänster) och Keck-observatoriet (mitten) på Mauna Kea ses. Båda är exempel på observatorier som använder sig av nära infrarött och synligt ljus. På samma bild syns NASA Infrared Telescope Facility (höger) som är ett exempel på ett observatorium som uteslutande använder sig av nära infrarött ljus.

### Visuell astronomi
Visuell astronomi, även kallat optisk astronomi, är den äldsta formen av astronomi och behandlar observationer och analyser av synligt ljus. Optiska bilder ritades ursprungligen för hand. Under slutet av 1800-talet började man efterhand istället använda fotografisk utrustning allt eftersom teknologin utvecklades. Moderna bilder tas med hjälp av digitala sensorer, speciellt sådana som använder CCD. Medan synligt ljus har våglängder mellan ungefär 4000 Å och 7000 Å (400 nm till 700 nm) så kan utrustning för optiskt ljus även användas för att observera vissa extrema våglängder av ultraviolett och infrarött ljus.

### Ultraviolett astronomi
Ultraviolett astronomi avser observationer gjorda vid ultravioletta våglängder, mellan ungefär 100 och 3200 Å. Ljus vid dessa våglängder absorberas mycket starkt av jordens atmosfär, observationer av ultraviolett strålning måste därför göras från den övre atmosfären eller från rymden. Dessa observationer är framförallt användbara för att studera termisk strålning och spektrallinjer från heta blå stjärnor (O-stjärnor och B-stjärnor, se spektraltyp) som är väldigt ljusa vid dessa våglängder. Detta inkluderar blå stjärnor i andra galaxer som har varit målet för flera ultravioletta studier. Andra objekt som ofta studeras i ultraviolett ljus är planetariska nebulosor, supernovarester och aktiva galaxkärnor. Men ultraviolett strålning absorberas lätt av interstellärt stoft och mätningar i ultraviolett ljus måste korrigeras för denna så kallade extinktion, eller utsläckning, av ljuset.

### Röntgenastronomi
Röntgenastronomin studerar astronomiska objekt vid röntgenvåglängder. Vanligen sänder objekt ut röntgenstrålning som synkrotronstrålning, det vill säga termisk strålning från tunna gaser (bromsstrålning) som är upphettade till över 10 miljoner Kelvin, samt termisk strålning från täta gaser (svartkroppsstrålning) med samma temperatur. Eftersom röntgenstrålning absorberas av jordens atmosfär görs alla observationer vid dessa våglängder från den övre atmosfären eller från rymden. Betydande källor till röntgenstrålning i rymden är röntgendubbelstjärnor, pulsarer, supernovarester, elliptiska galaxer, galaxhopar och aktiva galaxkärnor.

### Gammaastronomi
Gammaastronomin behandlar studier av astronomiska objekt vid de kortaste våglängderna av det elektromagnetiska spektrumet, gammastrålning. Dessa kan observeras direkt av satelliter som Compton Gamma Ray Observatory eller med hjälp av specialiserade teleskop kallade atmosfäriska Cherenkovteleskop. Cherenkovteleskop detekterar egentligen inte gammastrålning direkt utan istället de blixtar av synligt ljus som skapas när gammastrålar absorberas av jordens atmosfär.
De kraftigaste kända källorna till gammastrålning i rymden, så kallade gammablixtar, sänder ut gammastrålning under en kort period på mellan ett par millisekunder till ett par tusen sekunder innan de försvinner. Endast 10 procent av källorna till gammastrålning är konstanta. Till dessa källor hör pulsarer, neutronstjärnor och omgivningen till troliga svarta hål.

### Andra observationskällor
Förutom via fotoner finns några ytterligare sätt att hämta information om avlägsna astronomiska objekt.
- Inom neutrinoastronomin som kräver störningsfri miljö har man använt sig av underjordiska anläggningar, som SAGE och GALLEX. Där är KamiokaNDE II/III och IceCube de nu mest avancerade för att detektera det fåtal neutriner som kan fångas in. Dessa kommer främst från solen, men neutriner är även supernovornas främsta yttring.

- Kosmisk strålning består av partiklar med väldigt hög energi. De färdas med nära ljusets hastighet och har i många fall oförklarligt hög kinetisk energi (upp över 1020 eV), betydligt högre än vad som kan åstadkommas i partikelacceleratorer (omkring 1012 till 1013 eV). Framtida neutrinodetektorer beräknas kunna hitta neutriner som skapas när kosmiska partiklar träffar jordens atmosfär.[14]

- Gravitationsastronomi är ett tentativt nytt fönster med gravitationsvågor som budbärare.[17] Ett fåtal gravitationsvågsdetektorer har byggts för att registrera dessa mycket små störningar i rumtiden. Dessa är dock oerhört svåra att upptäcka och den största anläggningens LIGO internationella samarbete LSC sysslar än så länge med indirekta observationer.[18]

- För objekt inom solsystemet har direkt undersökning av utomjordiskt material som transporterats till jorden kunnat genomföras. Materialet har antingen förts till jorden med hjälp av rymdfarkoster som de stenar Apolloprogrammet hämtade från månen, eller i form av meteoriter som har slagit ner på jorden. Man har även genomfört undersökningar på plats med hjälp av robotar, till exempel Spirit, Opportunity och Phoenix på Mars.

En planet och en stjärna rör sig runt en gemensam tyngdpunkt. Dessa rörelser hos stjärnan kan mätas upp för att indirekt upptäcka planeten och är ett exempel på hur astrometri används.

### Astrometri och celest mekanik
Ett av de äldsta fälten inom astronomi, och inom vetenskap över huvud taget, är mätningar av positionerna hos objekt på himlen. Genom historien har tillförlitlig kunskap om positionerna hos solen, månen, planeterna och stjärnorna varit avgörande för astronomisk navigation.
Noggranna mätningar av planeternas positioner och rörelser har lett till en gedigen förståelse för gravitationella perturbationer (störningar av planeters och andra objekts omloppsbanor) och en förmåga att förutspå gångna och framtida positioner hos planeterna med stor precision, ett underfält som kallas celest mekanik. I modern tid görs sådana beräkningar ofta för att förutspå eventuella kollisioner mellan jorden och så kallade jordnära objekt, det vill säga asteroider, kometer och stora meteoroider vars bana för objektet farligt nära jorden.
Uppmätningar av parallax, en metod där man observerar ett föremål från olika vinklar för att beräkna avståndet till föremålet, hos närliggande stjärnor har skapat en god grund för att förstå de kosmiska avstånden i universum. Genom dessa mätningar av närliggande stjärnor kan man sedan avgöra avstånden även till mer avlägsna stjärnor eftersom deras egenskaper kan jämföras. Mätningar av radialhastighet och egenrörelse visar rörelserna hos dessa stjärnsystem i Vintergatan. Astrometriska resultat används också för att studera hur mörk materia, den mystiska form av materia som dominerar massan i universum, är fördelad i galaxen.
Med början under 1990-talet användes astrometriska tekniker för att upptäcka exoplaneter runt närliggande stjärnor. Idag har flera hundra sådana planeter upptäckts med hjälp av astrometrin.

## Teoretisk astronomi
Den teoretiska astronomin har sina egna verktyg som används i forskningen, bland annat analytiska modeller och numeriska simuleringar, för att till exempel skapa en modell över hur en stjärna utvecklas. Var och en har sina fördelar. Analytiska modeller av en process är generellt sett bättre för att få insikt i kärnan av vad som händer. Numeriska modeller kan avslöja existensen av fenomen och effekter som annars inte skulle ha setts.
Teoretiker inom astronomin strävar efter att skapa teoretiska modeller och förutse de observationella konsekvenserna av dessa. Detta hjälper observatörerna inom den observationella astronomin att leta efter data som kan stödja eller avfärda de olika modellerna. Teoretikerna försöker också modifiera modeller för att ta hänsyn till ny data. I de fall de upptäcker en avvikelse försöker man generellt sett göra så små ändringar som möjligt på modellen för att få den att passa de nya data man har fått. I vissa fall kan en större mängd avvikande data leda till att en modell helt avfärdas och överges. 
Ämnen som studeras av teoretiska astronomer inkluderar olika aspekter av astrofysik och plasmafysik: stjärndynamik och utveckling; hur galaxer skapas och utvecklas; universums storskaliga struktur (fördelningen av materia i universum); ursprunget till kosmisk strålning; allmän relativitetsteori och kosmologi, inklusive strängkosmologi och astropartikelfysik.
Till väl accepterade och studerade teorier inom astronomin hör big bang, kosmisk inflation, mörk materia och grundläggande teorier inom fysiken (se även Lambda-CDM-modellen).

## Underavdelningar – olika objektområden

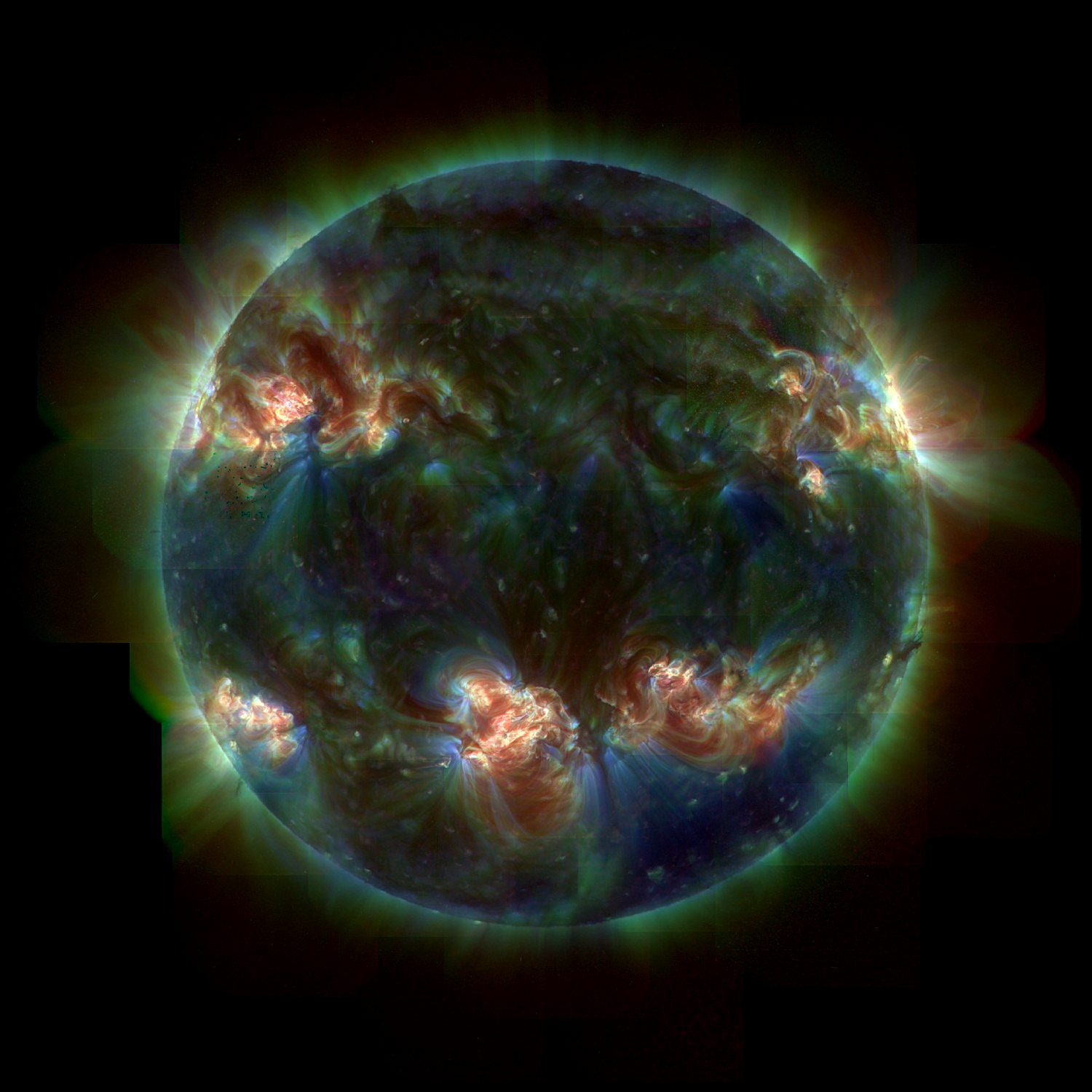
En ultraviolett bild av solens aktiva fotosfär sedd från rymdteleskopet TRACE.

### Solfysik
Solfysiken behandlar solen som av förklarliga skäl är den mest välstuderade stjärnan. Den är en typisk huvudsekvensstjärna av spektraltyp G2V med en ålder av ungefär 4,6 miljarder år. Solen anses inte vara en variabel stjärna, men den uppvisar ändå ett visst periodiskt beteende, den tydligaste av dessa är solfläckscykeln som är en 11-årig variation av antalet solfläckar. Solfläckar är regioner med en lägre än genomsnittlig temperatur och hör samman med intensiv magnetisk aktivitet.
Solen har kontinuerligt ökat sin ljusstyrka under dess livstid, totalt sett med ungefär 40 procent sedan den bildades som en huvudsekvensstjärna. Solen genomgår också periodiska förändringar i luminositet som kan ha stor betydelse för jorden. Maunders minimum till exempel, en period mellan ungefär 1645 och 1715 med nästan inga solfläckar, anses vara en trolig orsak till den lilla istiden.
Den synliga ytregionen av solen kallas fotosfären. Över detta lager finns en tunn region kallad kromosfären. Utanför denna finns en övergångsregion av snabbt ökande temperatur ut till den extremt varma koronan.
I solens mitt finns kärnregionen, ett område med tillräckligt hög temperatur och tryck för att fusion ska ske. Utanför kärnan befinner sig strålningszonen, där plasma transporterar energin ut mot ytan med hjälp av strålning. De yttersta lagren bildar en konvektionszon där gasliknande material transporterar energin främst genom fysisk förflyttning av gasen. Det anses att denna konvektion orsakar den starka magnetiska aktiviteten som ligger bakom solfläckarna.
En solvind av plasmapartiklar strömmar konstant ut från solen och fortsätter ut i rymden tills att den når heliopausen. Denna solvind samverkar med jordens magnetosfär och skapar Van Allen-bältena och även polarsken där linjerna hos jordens magnetfält färdas ner genom atmosfären.

### Planetär astronomi

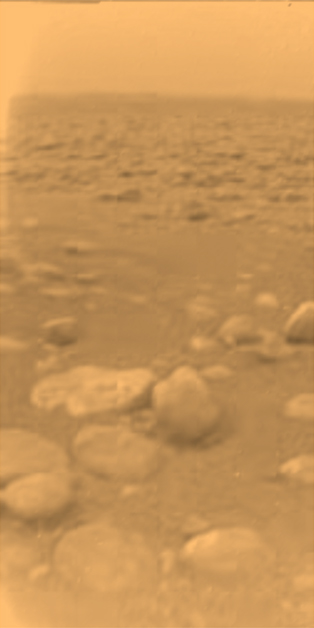
Ytan på Saturnus måne Titan, ett av de många objekt som studeras av den planetära astronomin.

Det astronomiska fältet planetär astronomi undersöker planeter, månar, dvärgplaneter, kometer, asteroider och andra objekt som befinner sig i en bana runt solen, såväl som exoplaneter. Solsystemet har undersökts relativt väl, först med hjälp av allt mer avancerade teleskop och sedan främst med hjälp av rymdsonder. Detta har gett oss en tämligen god förståelse för hur solsystemet skapades och utvecklades, men många nya upptäckter görs stadigt och det finns stora frågetecken kvar.
Solsystemet delas ofta upp i de inre planeterna, asteroidbältet och de yttre planeterna. De inre jordlika planeterna består av Merkurius, Venus, jorden och Mars. De yttre gasjättarna är Jupiter, Saturnus, Uranus och Neptunus. Bortom Neptunus ligger Kuiperbältet och slutligen Oorts moln, vilket misstänks sträcka sig så långt ut som ett ljusår från solen.
Planeterna skapades ur en protoplanetär skiva som omringade den tidiga solen. Genom en process som inkluderade gravitation, kollisioner och ackretion bildade disken klumpar av materia som, efterhand, utvecklades vidare till protoplaneter. Strålningstrycket från solvinden tryckte sedan bort större delen av den materia som ännu inte samlats upp och bara de största planeterna lyckades behålla sina stora gasatmosfärer som de samlat på sig. Planeterna fortsatte att samla upp, eller kasta iväg, kvarvarande materia under en mycket intensiv period med talrika kollisioner, vilket man än idag kan se spår av i form av nedslagskratrar på vissa objekt i solsystemet. Under denna period kolliderade en del av protoplaneterna med varandra vilket bland annat tros ha skapat månen i en kollision mellan jorden och den hypotetiska planeten Theia.
När en planet har uppnått tillräckligt stor massa påbörjas en process i dess inre som segregerar material beroende på densitet, något som kallas planetär differentiering. Denna process kan bilda en sten- eller metallrik kärna omringad av en mantel och en yttre yta. Kärnan kan innehålla både fasta och flytande regioner och vissa planetkärnor, till exempel jordens, orsakar ett eget magnetfält som skyddar dess atmosfär från solvinden.
En planets eller månes interna värme skapades från de kollisioner som bildade himlakroppen, radioaktiva ämnen som uran och torium samt genom tidvattenkrafter. Vissa planeter och månar har tillräckligt hög inre temperatur för att driva geologiska processer som vulkanism och tektonik. De som bildar eller behåller en atmosfär kan också genomgå erosion på dess yta från vind eller vatten. Mindre himlakroppar, utan tidvattenkrafter, kyls ner relativt snabbt och deras geologiska aktiviteter begränsas till nedslag av andra objekt.

### Stjärnfysik

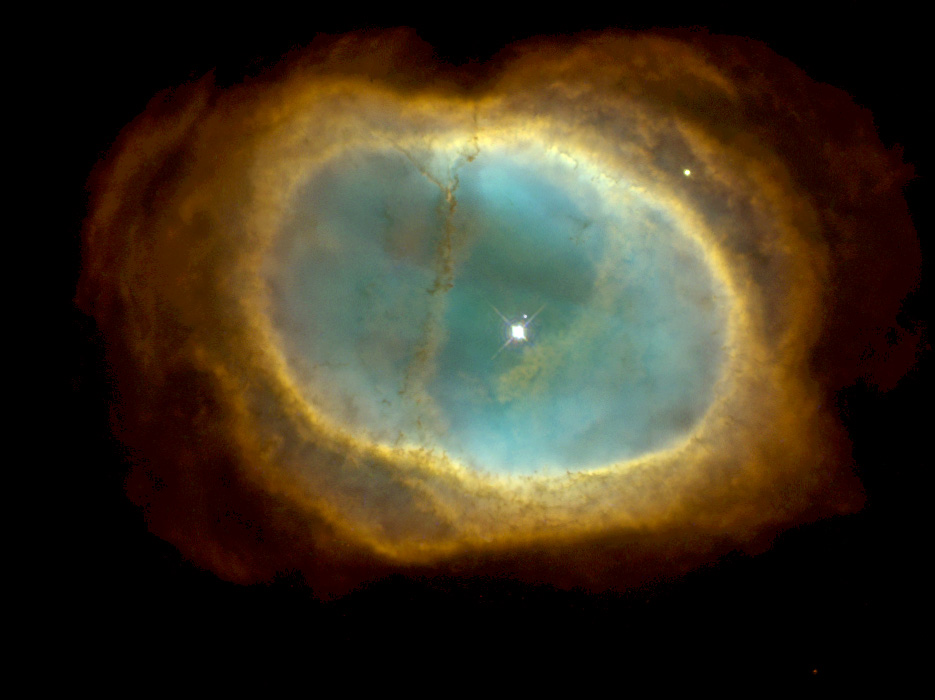
NGC 3132, även kallad Burst-Eight-nebulosan då den i vissa våglängder ser ut som en åtta. Materian färdas från den döende stjärnan i mitten med en hastighet av 14,5 kilometer per sekund.

Studier av stjärnor och dess utveckling är grundläggande för att vi ska förstå universum. Astrofysiken hos stjärnorna har kartlagts genom observationer och teoretiska modeller, samt datorsimuleringar av dess inre. Solfysiken (se ovan) kan anses vara en del av stjärnfysiken.
Stjärnor bildas i områden med förhållandevis stora tätheter av gas och rymdstoft, kallade mörka nebulosor. När dessa moln av ett eller annat skäl störs kan delar av molnen förlora sin stabilitet och kollapsa på grund av gravitationen och bilda en protostjärna. I den täta och varma kärnregionen påbörjas fusion och på så sätt har en huvudsekvensstjärna bildats.
Det som avgör typen av stjärna är främst dess massa. En stjärna med hög massa har motsvarande högre luminositet (ljusstyrka) och snabbare förbrukning av vätet i kärnan vilket får den att åldras snabbare. Efterhand har allt väte i kärnan omvandlats till helium och stjärnan övergår till nästa fas, fusion av helium. Detta kräver en högre temperatur och får stjärnan att öka i storlek och kärnan i densitet. Stjärnan kallas nu en röd jätte som endast överlever en kort period innan även heliumet är slut. Väldigt massiva stjärnor kan fortsätta fusionera allt tyngre ämnen ända fram till att en massiv järnkärna har bildats. Vidare fusion är endotermisk vilket innebär att den kräver energi istället för att frigöra energi och processen kan därmed inte fortsätta.
Det slutgiltiga ödet hos stjärnan beror även det på dess massa. Mindre stjärnor bildar planetära nebulosor och utvecklas till vita dvärgar. För stjärnor med större än ungefär åtta gånger solens massa kommer dess kärna att kollapsa när bränslet är slut vilket orsakar en supernovaexplosion. Restprodukten av en sådan explosion är en neutronstjärna, eller om stjärnan hade en massa på över omkring 20 solmassor, ett svart hål. I dessa explosioner bildas även de ämnen som är tyngre än järn.
Närliggande dubbelstjärnor kan följa ett mer komplicerat utvecklingsmönster, som överföring av materia till en vit dvärg vilket ibland kan orsaka en supernova typ Ia. Planetära nebulosor och supernovor är nödvändiga för skapandet och spridningen av metaller och andra tyngre ämnen till den interstellära rymden. Utan denna process skulle alla nya stjärnor, och deras planetsystem, helt bestå av väte och helium (samt mindre mängder litium), de ämnen som funnits sedan big bang.

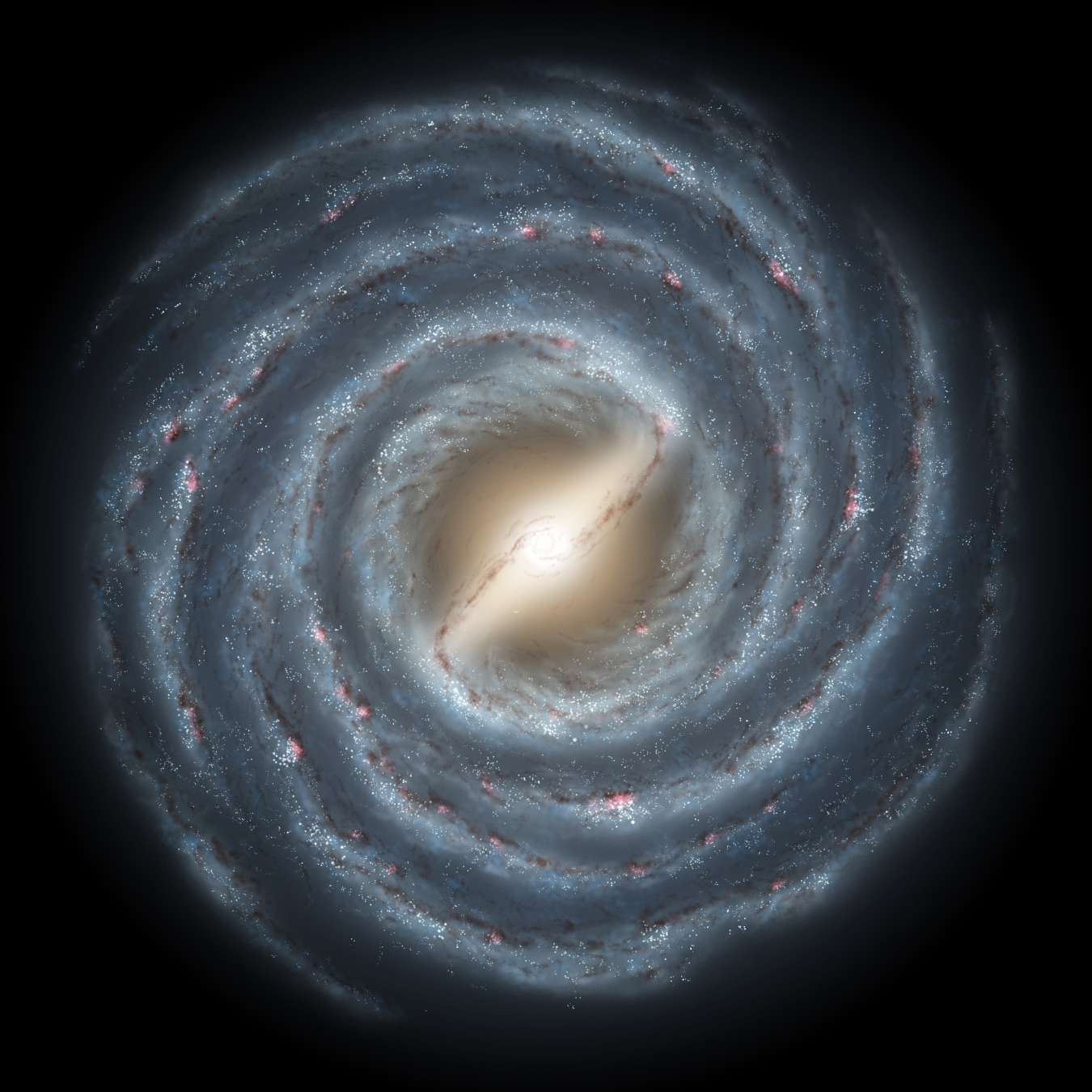
En konstnärs målning av hur Vintergatan skulle se ut för en observatör i en annan galax. Bilden är alltså ingen äkta bild men baseras på de observationer som har gjorts.

### Galaktisk astronomi
Galaktisk astronomi handlar om Vintergatan, den galax som solsystemet befinner sig i. Vintergatan är en stavgalax och en av de framträdande medlemmarna av den Lokala galaxhopen. En galax är en enorm roterande massa av gas, stoft, stjärnor och andra objekt som hålls samman av en gemensam gravitationskraft. Eftersom jorden befinner sig i de stoftrika yttre armarna är stora delar av Vintergatan dold för observationer.
I Vintergatans centrum finns en kärna, en stavformad bula som tros ha ett supermassivt svart hål i mitten. Denna kärna omges av fyra stora armar som går ut som en spiral från detta centrum. I dessa regioner bildas stora mängder stjärnor och de innehåller många yngre population I-stjärnor. Disken omges av en halo med äldre population II-stjärnor såväl som större mängder av relativt täta koncentrationer av stjärnor, så kallade stjärnhopar.

Mellan stjärnorna finns det interstellära mediet, en region med sparsamma mängder materia. I de tätaste regionerna kan molekylmoln av väte och andra ämnen bilda områden där nya stjärnor kan bildas. Dessa börjar som en oregelbunden mörk nebulosa som koncentreras och kollapsar (i volymer som avgörs av Jeans-längden) och bildar kompakta protostjärnor.
Allt eftersom fler massiva stjärnor bildas omvandlar de molnet till en H II-region av glödande gas och plasma. Stjärnvinden och supernovaexplosioner från dessa stjärnor kommer till slut att skingra molnet vilket lämnar bakom sig en eller flera unga öppna stjärnhopar av stjärnor. Dessa hopar skingrar sig med tiden och stjärnorna sprids ut bland alla andra stjärnor i Vintergatan.
Kinematiska studier av materian i Vintergatan och andra galaxer har visat att det finns mer massa än vad den synliga materian kan stå för. En halo med mörk materia tycks dominera massan, men vad denna massa består av är ännu okänt.

### Utomgalaktisk astronomi

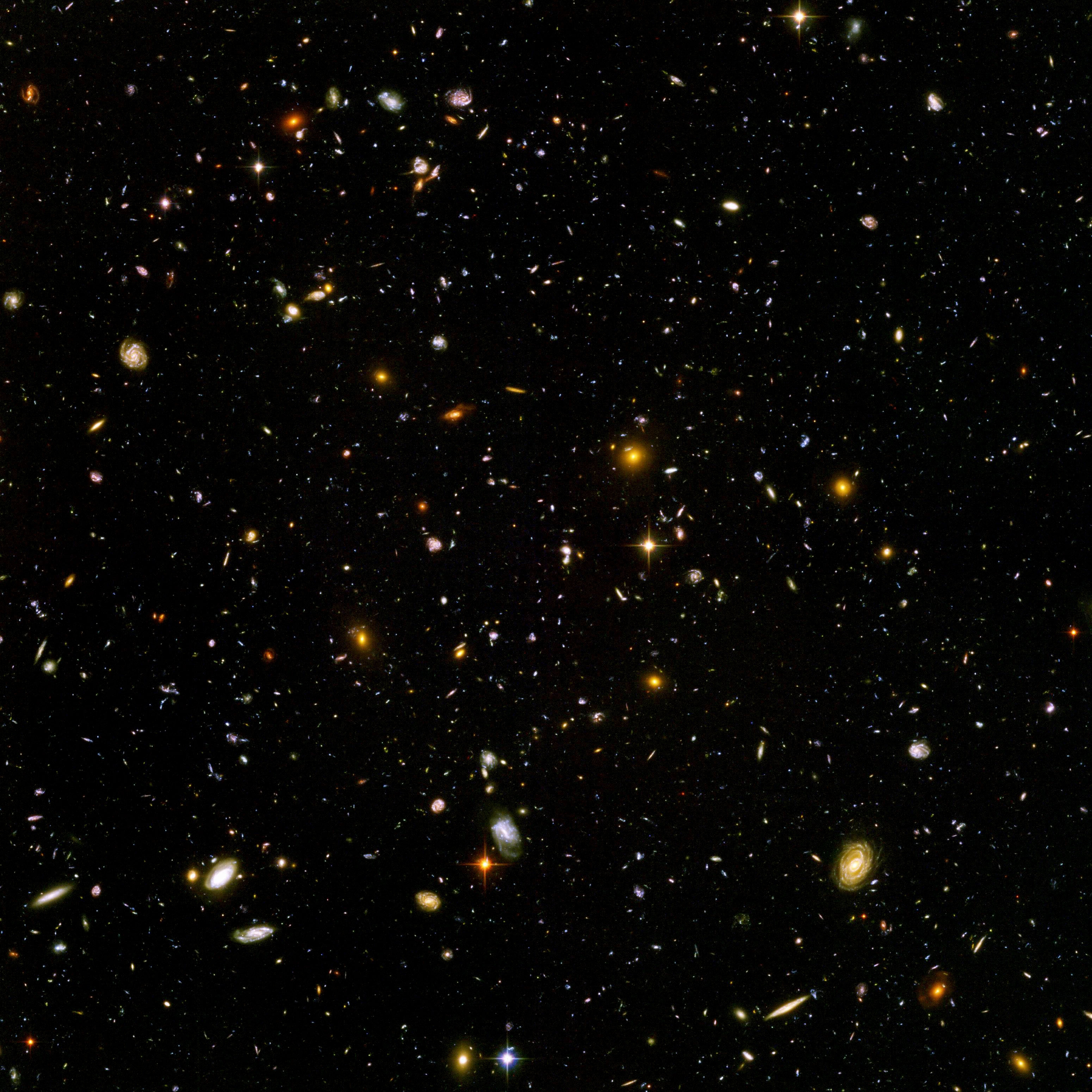
Om man riktar ett mycket kraftfullt teleskop mot ett till synes stjärnfritt och tomt område på himlen får man en bild som denna av Hubbleteleskopet. Bilden, kallad Hubble Ultra Deep Field, visar mängder med galaxer av alla sorter, många lika stora eller större än Vintergatan.

Studier av objekt utanför vår egen galax är en gren av astronomin som behandlar hur galaxer bildas, deras morfologi och klassificering, undersökningar av aktiva galaxer samt galaxhopar. Detta är viktigt för att förstå universums storskaliga struktur.
De flesta galaxerna delas in efter distinkta former i ett klassifikationssystem. De vanligaste är spiralgalaxer, elliptiska och oregelbundna galaxer.
Som namnet antyder har en elliptisk galax formen av en ellips. Stjärnorna rör sig längs med slumpmässiga banor utan någon dominerande riktning. Dessa galaxer innehåller förhållandevis lite interstellärt stoft, få regioner där stjärnor fortfarande bildas och generellt sett mest äldre stjärnor. Elliptiska galaxer finns oftast i kärnan av galaxhopar och tros bildas genom sammanslagningar av andra galaxer. 
En spiralgalax är en galax med en platt roterande disk, vanligen med en bula eller stav i mitten, och eftersläpande spiralarmar utåt. Dessa armar är stoftrika regioner där stora unga stjärnor ger området en blåaktig ton. Spiralgalaxer är vanligen omgivna av en halo med äldre stjärnor. Såväl Vintergatan som Andromedagalaxen är spiralgalaxer.
Oregelbundna galaxer har ett kaotiskt utseende och är vare sig spiralformade eller elliptiska. Ungefär en fjärdedel av alla galaxer är oregelbundna och dessa former kan vara orsakade av gravitationell påverkan mellan olika galaxer.
En aktiv galax sänder ut en betydande andel av sin energi från andra källor än stjärnor, stoft och gas. De drivs av en kompakt region i kärnan, vanligen ansedd centrerad kring ett supermassivt svart hål som sänder ut strålning från infallande material.

### Kosmologi
Kosmologi (från grekiskans κοσμος "värld, universum" och λογος "ord, studie") kan anses vara studien av universum som en helhet.
Observationer av storskaliga strukturer hos universum har lett till att man tror sig veta ungefär hur universum har utvecklats och hur det kan ha skapats. Grundläggande i modern kosmologi är den väl accepterade teorin om big bang, där universum uppstod från en enskild punkt i tiden och därefter expanderade över 13,7 miljarder år till det universum vi ser idag. Tanken bakom big bang härstammar från upptäckten av den kosmiska bakgrundsstrålningen 1965.
Under denna expansion anser man sig kunna identifiera flera evolutionära steg och den moderna kosmologiska standardmodellen har döpts till Lambda-CDM-modellen. I dess tidigaste ögonblick tros universum ha expanderat extremt snabbt genom en kosmisk inflation, vilken homogeniserade startförhållandena. Därefter skapade nukleosyntes det tidiga universumets första lätta grundämnen. När de första atomerna skapats blev rymden genomskinlig för elektromagnetisk strålning, vilket frigjorde den energi som idag kan ses som bakgrundsstrålning. Det expanderande universumet genomgick nu en Mörk tid på grund av avsaknaden av stjärnor.
Från extremt små skillnader i tätheter av materia samlades massa efterhand ihop och bildade moln av gas, ur vilka de första stjärnorna bildades. Dessa supertunga stjärnor orsakade en återjoniseringsprocess och tros ha bildat många av de tyngre ämnena i det tidiga universumet. Efterhand samlades dessa materiahopar i filament, med tom rymd emellan. Gradvis organiserades gas och stoft och bildade de första primitiva galaxerna. Genom historien har dessa samlat på sig mer materia och ofta i sin tur förts ihop till galaxhopar som samlas i storskaliga superkluster.
Grundläggande för universums struktur är existensen av mörk materia och mörk energi. Dessa anses numera vara de dominerande komponenterna i universum och stå för 96 procent av all densitet. Av den anledningen läggs mycket möda ner på att förstå dessa komponenters fysik, än så länge med få avgörande resultat. Denna och andra oklarheter i standardmodellen gör att ett fåtal forskare fortfarande söker utveckla alternativa modeller, såväl mer kompletta som oftare behandlande enstaka företeelser, så kallade ad hoc-modeller. Bland de senare har en av de mer kända fått namnet MOND (MOdified Newtonian Dynamics), som istället menar att gravitationen i vissa situationer inte fungerar som vi förväntar oss.

## Rymdfart
Rymdfart är tillämpandet av astronomi och rymdteknologi för att utforska rymden. Fysisk utforskning av rymden genomförs både med bemannade rymdfärder och av obemannade rymdsonder.
Observationer av objekt i rymden har pågått längre än den nedskrivna historien. Det var dock först under 1900-talet då stora raketmotorer utvecklades som det blev möjligt att skicka objekt och människor utanför jordens atmosfär. Motiveringen till att nå ut i rymden har varit utvecklandet av vetenskapen, enande av olika länder, att försäkra människans överlevnad och att utveckla militära fördelar över andra länder. Vanlig kritik mot rymdfarten är att kostnaderna är höga och säkerheten låg.
Rymdfarten användes under kalla kriget som en arena för USA och Sovjetunionen att visa upp sin styrka och tekniska kunnande. Denna period anses har börjat med uppskjutningen av den sovjetiska satelliten Sputnik 1 den 4 oktober 1957, och slutat med den första månlandningen av amerikanska Apollo 11 den 20 juli 1969. Det sovjetiska rymdprogrammet nådde många av sina stora triumfer under ledning av Sergej Koroljov och Kerim Kerimov, inklusive uppskjutningen av den första människan i rymden (Jurij Gagarin ombord Vostok 1) år 1961, den första rymdpromenaden (av Aleksej Leonov) år 1965 och konstruktionen av den första rymdstationen (Saljut 1) år 1971. De första föremålen konstruerade av människan att nå rymden var dock Nazitysklands V2-raketer, vilket de gjorde redan under andra världskriget. Efter kalla krigets slut har rymdfarten varit mera inriktad på samarbete mellan länder, till exempel med den internationella rymdstationen, men på senare tid har länder som Indien och Kina visat en ökad vilja att själva demonstrera sitt tekniska kunnande genom att utföra uppdrag i rymden.
Vetenskapligt sett har de obemannade rymdsonderna, robotarna och satelliterna gett astronomin ovärderliga data, vilket snabbt utvecklat kunskaperna om universum och framförallt solsystemet. Samtliga planeter i solsystemet har fått besök av rymdsonder. Kända uppdrag ut i solsystemet är till exempel de sovjetiska Venerasonderna som kartlade Venus, de amerikanska tvillingrobotarna Spirit och Opportunity som har undersökt Mars yta längre än någon trodde att de skulle överleva, europeiska Cassini-Huygens som gett oss omfattande kunskap om Saturnus och dess månar, samt inte minst de berömda Voyagersonderna som har tagit bilder på de yttre planeterna och nu är på väg att lämna solsystemet. Satelliter som har placerats i en bana runt jorden har även dessa bidragit mycket, inte minst har så kallade jordresurssatelliter gett oss stora kunskaper om själva jorden, men även de mest avlägsna delarna av universum kartläggs från jordbundna satelliter, den mest kända är förstås Hubbleteleskopet.

## Interdisciplinära ämnen
Astronomi och astrofysik har utvecklat flera betydande interdisciplinära studier som sammankopplar astronomi med andra stora vetenskapliga fält. Till dessa hör:
- Astrobiologi: Läran om uppkomsten och utvecklingen av biologiska system i universum.
- Arkeoastronomi: Läran om historisk eller traditionell astronomi i dess kulturella sammanhang, vilken använder sig av arkeologiska och antropologiska bevis.
- Astrokemi: Läran om de kemiska ämnena som finns i rymden, vanligen i molekylmoln, och dess skapelse, samverkan och förstörelse.
- Astrofysik: Läran om fysikaliska ämnena.
- Kosmokemi: Läran om de kemiska ämnena som finns inom solsystemet, inkluderande dess ursprung och variationer av mängden hos olika isotoper.

## Amatörastronomi

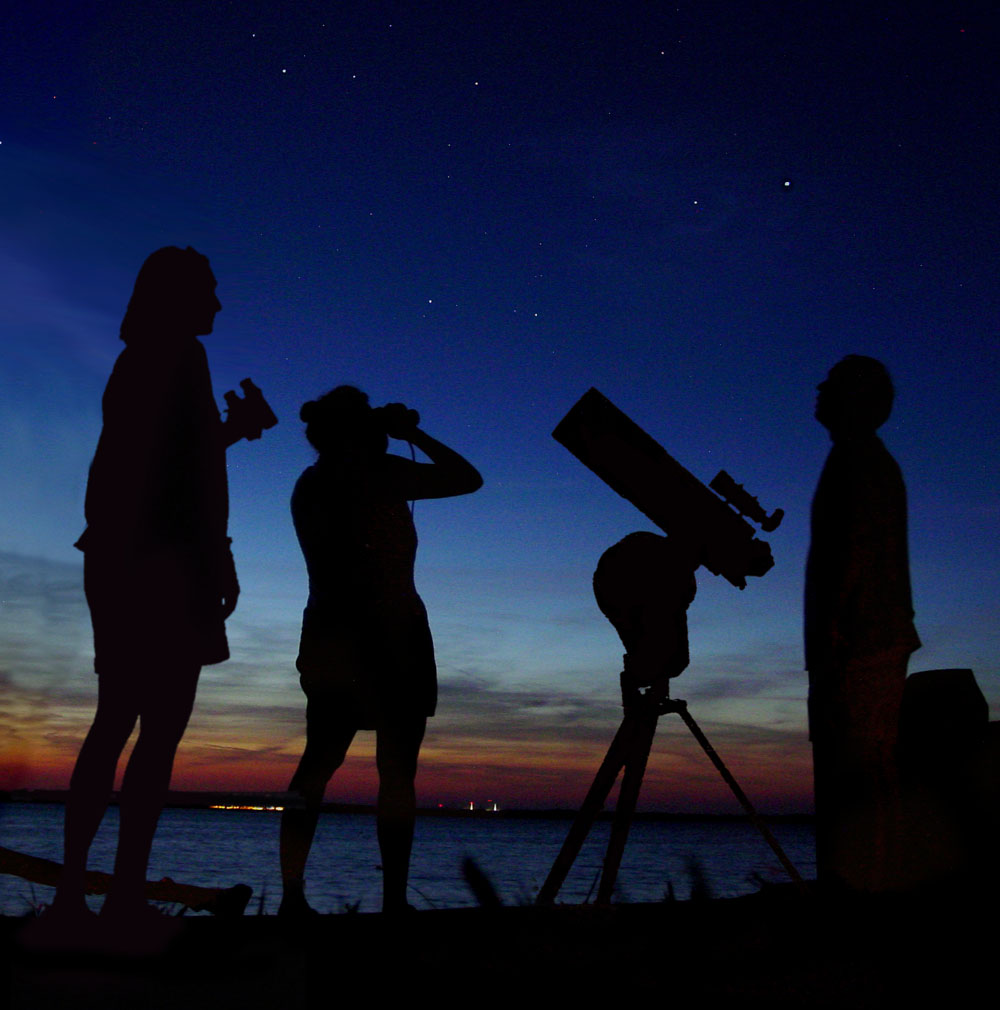
Amatörastronomer som beundrar och studerar himlen.

Amatörastronomer observerar en stor mängd objekt och fenomen på himlen, ibland med utrustning de själva har konstruerat. Vanliga mål för amatörastronomer är månen, planeter, kometer, meteorskurar, stjärnor, stjärnhopar, galaxer och nebulosor. En gren av amatörastronomin, amatörastrofotografi, handlar om att ta bilder av natthimlen. Många amatörer tycker om att specialisera sig på specifika objekt, typer av objekt eller typer av händelser som intresserar dem.
De flesta amatörer arbetar med synliga våglängder, men ett mindre antal experimenterar med våglängder utanför det synliga spektrumet. Det kan till exempel handla om infraröda filter på vanliga teleskop och även bruket av radioteleskop. Pionjären bland amatörradioastronomerna var Karl Jansky som började observera himlen vid radiovåglängder under 1930-talet. Amatörastronomer använder antingen hemmagjorda radioteleskop eller sådana som ursprungligen konstruerades för forskning, men som nu är tillgängliga för allmänheten (till exempel One-Mile Telescope).
Amatörastronomerna fortsätter än idag att göra viktiga vetenskapliga bidrag till astronomin. Det är en av få vetenskapliga discipliner där amatörer fortfarande kan bidra i större omfattning. En vanlig uppgift som amatörastronomer tar på sig är att spana efter okända kometer och asteroider samt att genomföra regelbundna studier av variabla stjärnor.

## Astronomins olösta frågor
Även om astronomin har gjort enorma framsteg med förståelsen av universum och dess innehåll så kvarstår vissa viktiga olösta frågor. För att svara på dessa kan det krävas konstruktion av nya mark- eller rymdbaserade instrument och nya framsteg inom teoretisk och experimentell fysik.
- Hur uppstod universum? Vilka processer var det som gav upphov till Big Bang?
- Vilken är orsaken till stjärnornas masspektrum? Det vill säga, varför observeras samma fördelning av stjärnors massa var man än observerar, till synes oavsett startförhållandena?[53] En djupare förståelse för hur stjärnor och planeter bildas behövs.
- Finns det utomjordiskt liv i universum? Framförallt, finns det annat intelligent liv? Existensen av liv utanför jorden är av avgörande vetenskaplig och filosofisk betydelse.[54][55]
- Vad är egentligen mörk materia och mörk energi? Dessa dominerar universums utveckling och öde, men vi vet fortfarande inte vad det är.[56]
- Varför har de fysikaliska konstanterna de värden de har? Finns det oändligt många universum med oändligt många uppsättningar konstanter och vi bara råkar finnas i ett som tillåter liv och därför kan fundera på frågan? Vad orsakade den kosmiska inflationen som skapade vårt homogena universum?[57]
- Vad är universums slutgiltiga öde?[58]